# Tarenna junodii
Tarenna junodii là một loài thực vật có hoa trong họ Thiến thảo. Loài này được (Schinz) Bremek. miêu tả khoa học đầu tiên năm 1934.